# Rue Berthe
Pour les articles homonymes, voir Berthe.
La rue Berthe est une voie parisienne du 18e arrondissement située sur la butte Montmartre, dans le quartier de Clignancourt.

## Situation et accès
Cette rue longue de 200 mètres et large de 7,3 mètres, commence au no 3, rue Drevet et finit au no 16, place Émile-Goudeau et au no 18, rue Ravignan.

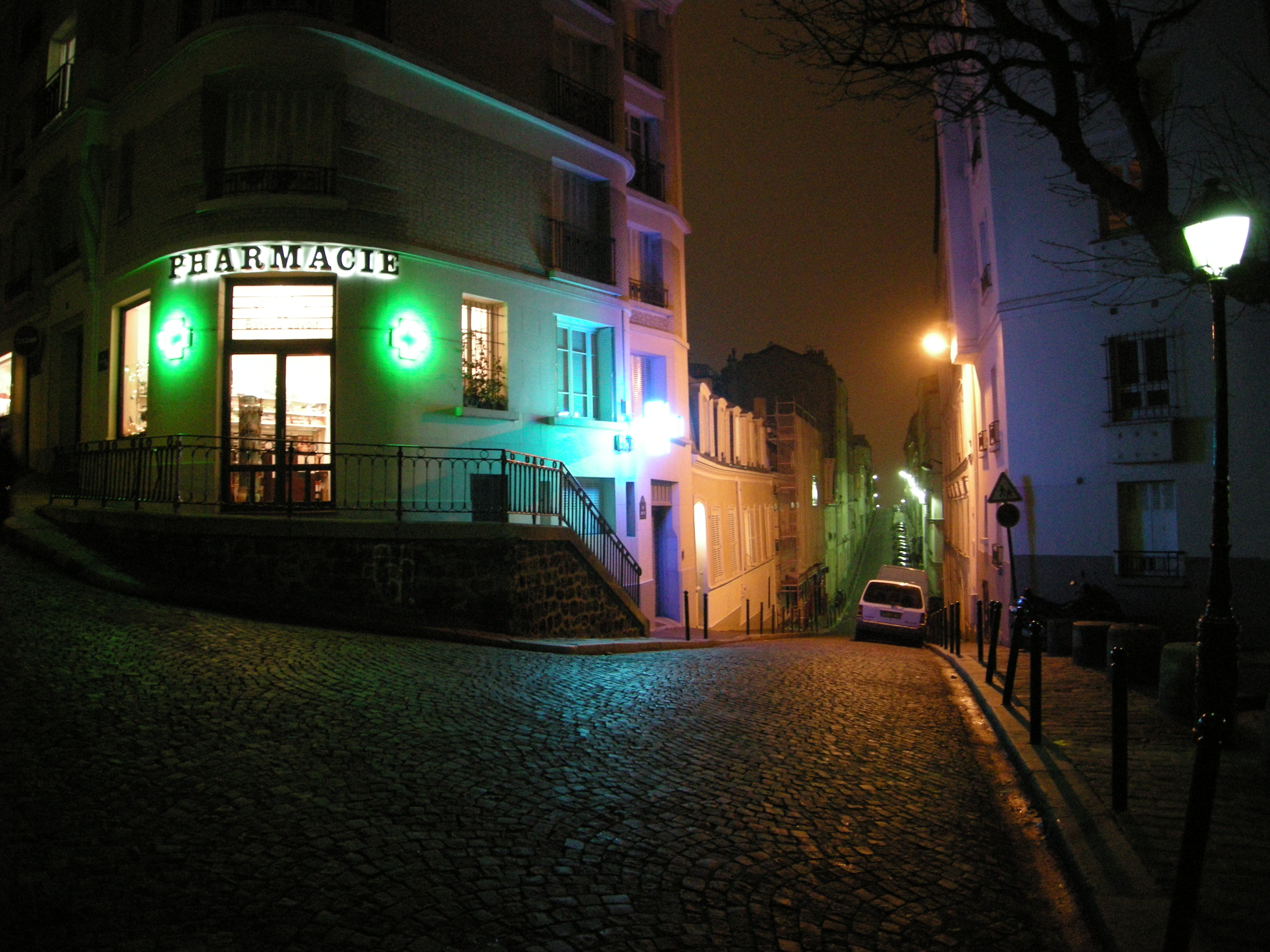
Vue nocturne de la rue Berthe, prise à son intersection avec la rue Ravignan.
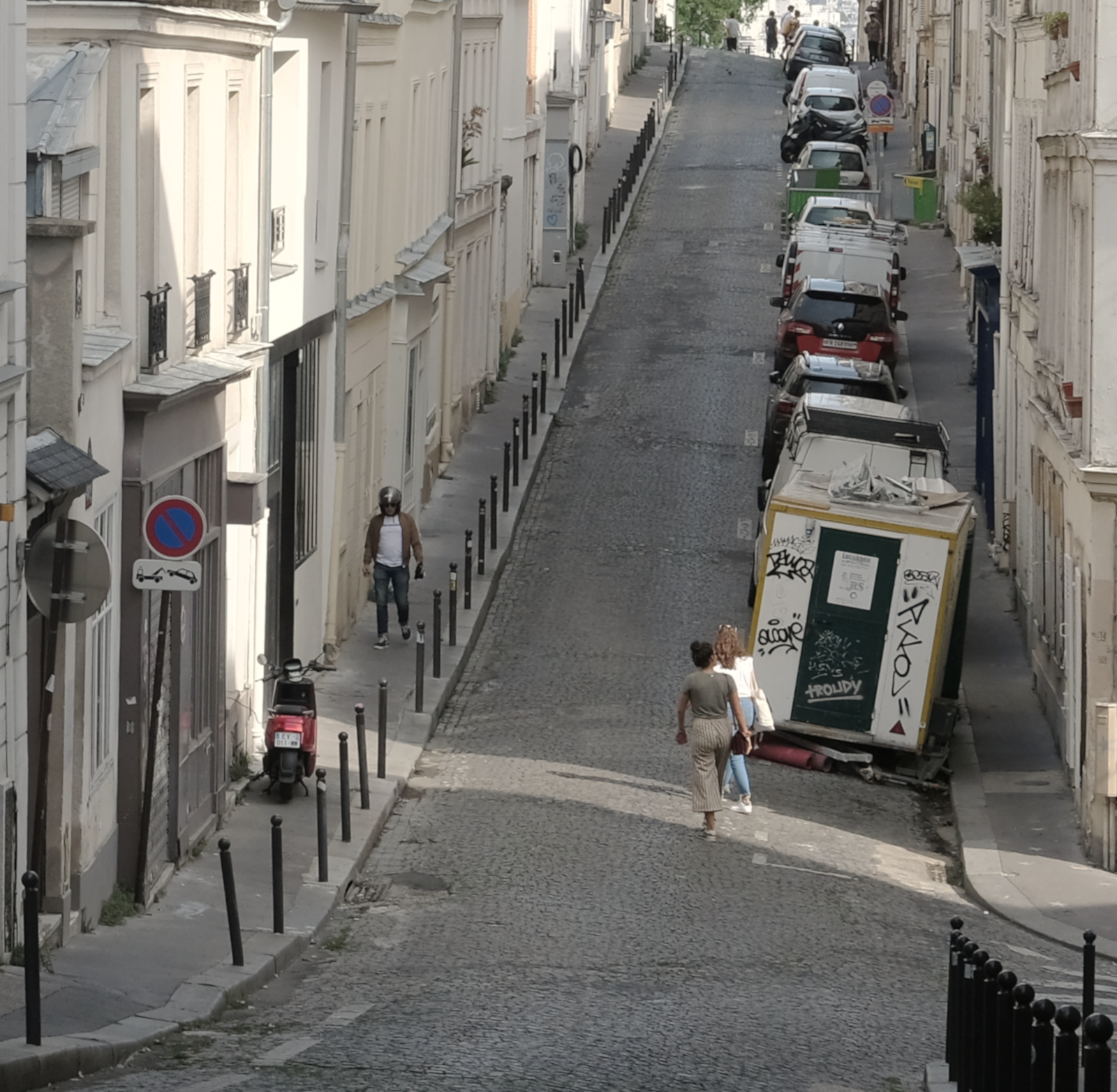
Rue Berthe au niveau de la rue Androuet.

## Origine du nom
La rue tire son nom du prénom de la fille d'un ancien propriétaire.

## Historique
Cette rue de l'ancienne commune de Montmartre, située dans une partie du domaine de l'ancienne abbaye de Montmartre vendu comme bien national en 1794 et exploité comme carrière au début du XIXe siècle, est tracée en 1840 avec les ̩rues avoisinantes (rue Drevet, rue Gabrielle, rue des Trois frères, rue Chappe). était précédemment une partie de la « rue du Poirier », entre les rues Ravignan et Drevet, à cause d'un très beau poirier existant dans cette rue, et rue Berthe entre les rues Foyatier et Drevet.
Elle prend sa dénomination actuelle par un arrêté en date du 10 novembre 1873.
Après avoir été ajournée en 1863, la rue est classée dans la voirie parisienne par un arrêté du 12 juillet 1896.
La partie comprise entre les rues Foyatier et Drevet est dénommée, par un arrêté municipal du 30 août 1978, « rue André-Barsacq ».
Le 7 février 1912, M. Hamon, un pharmacien âgé de 30 ans, mit fin à ses jours en se jetant du cinquième étage de son immeuble au numéro 55 de cette rue.

## Bâtiments remarquables et lieux de mémoire
- En 2020, la rue est utilisée comme lieu de tournage pour des scènes du film Adieu monsieur Haffmann, réalisé par Fred Cavayé avec Daniel Auteuil, Sara Giraudeau et Gilles Lellouche[3],[4],[5].
- No 22 : le comédien Pieral (1923-2003) y vécut.